# Гріндейл (Індіана)
Гріндейл (англ. Greendale) — місто (англ. city) в США, в окрузі Дірборн штату Індіана. Населення — 4602 особи (2020).

## Географія
Гріндейл розташований за координатами 39°8′51″ пн. ш. 84°49′47″ зх. д. / 39.14750° пн. ш. 84.82972° зх. д. (39.147574, -84.829835).  За даними Бюро перепису населення США в 2010 році місто мало площу 14,99 км², з яких 14,80 км² — суходіл та 0,19 км² — водойми.

## Демографія
Згідно з переписом 2010 року, у місті мешкало 4520 осіб у 1809 домогосподарствах у складі 1241 родини. Густота населення становила 302 особи/км².  Було 1942 помешкання (130/км²).
Расовий склад населення:
| - 95,6 % — білих - 1,0 % — чорних або афроамериканців - 0,8 % — азіатів - 0,2 % — корінних американців |

До двох чи більше рас належало 1,8 %. Частка іспаномовних становила 1,6 % від усіх жителів.
За віковим діапазоном населення розподілялося таким чином: 24,4 % — особи молодші 18 років, 60,3 % — особи у віці 18—64 років, 15,3 % — особи у віці 65 років та старші. Медіана віку мешканця становила 40,1 року. На 100 осіб жіночої статі у місті припадало 91,6 чоловіків;  на 100 жінок у віці від 18 років та старших — 88,3 чоловіків також старших 18 років.
Середній дохід на одне домашнє господарство  становив 72 880 доларів США (медіана — 58 281), а середній дохід на одну сім'ю — 87 207 доларів (медіана — 75 956). Медіана доходів становила 51 696 доларів для чоловіків та 40 072 долари для жінок. За межею бідності перебувало 8,6 % осіб, у тому числі 10,0 % дітей у віці до 18 років та 6,3 % осіб у віці 65 років та старших.
Цивільне працевлаштоване населення становило 2237 осіб. Основні галузі зайнятості: мистецтво, розваги та відпочинок — 22,9 %, освіта, охорона здоров'я та соціальна допомога — 20,4 %, виробництво — 16,7 %.